# Erica Durance
Erica Durance (ur. 21 czerwca 1978 w Calgary) – kanadyjska aktorka.

## Życiorys
Znana z roli Lois Lane w amerykańskim serialu telewizyjnym Tajemnice Smallville.
Wystąpiła w roli głównej w filmie fabularnym Efekt motyla 2. W 2005 roku wyszła za mąż za Davida Palffy. Para poznała się podczas kręcenia Stargate SG-1. Mieszka wraz z mężem w Vancouver.

## Filmografia
- 1994: Wyspa zabójców (Immortal Combat) jako Dr Edward
- 2000-2005: Andromeda jako Amira
- 2001-2011: Tajemnice Smallville (Smallville) jako Lois Lane
- 2001-2004: Chris Isaak Show jako Ashley
- 2002: Nieopisany (The Untold) jako Tara Knowles
- 2003: Gramercy Park 111 (111 Gramercy Park)
- 2003: Dom śmierci (House of the Dead) jako Johanna
- 2003: Diabelskie wiatry (Devil Winds) jako Kara
- 2003-2005: Prawdziwe powołanie (Tru Calling) jako Angela Todd
- 2004: Cyrograf (Collector) jako Rachel Slate
- 2006: Efekt motyla 2 (The Butterfly Effect 2) jako Julie Miller
- 2006: O własnych siłach (Stranded) jako Carina
- 2007: W cieniu sherwoodzkiego lasu (Beyond Sherwood Forest) jako Lady Marion
- 2009: Wyrok i kara (Final Verdict), film TV

## Nagrody i nominacje
- 2005: Smallville (nominacja) - Saturn Award - najlepsza aktorka drugoplanowa w serialu akcji lub przygodowym
- 2006: Smallville (nominacja) - Saturn Award - najlepsza aktorka drugoplanowa w serialu akcji lub przygodowym